# Tom Van Asbroeck
Tom Van Asbroeck (* 19. April 1990 in Aalst) ist ein belgischer Radrennfahrer.

## Karriere
Tom Van Asbroeck gewann 2011 den Omloop Het Nieuwsblad der U23-Klasse. Seinen ersten Profivertrag erhielt er 2012 bei Topsport Vlaanderen-Mercator. Im Jahr darauf siegte er bei der Beverbeek Classic und errang Bronze bei den UCI-Straßen-Weltmeisterschaften im U23-Straßenrennen.
2014 gewann Van Asbroeck die Einzelwertung der UCI Europe Tour, unter anderem durch viele vorderen Platzierungen. 2015 unterschrieb er beim niederländischen UCI WorldTeam Lotto NL-Jumbo. Die Bergwertung gewann er beim Arctic Race of Norway 2016. Einen Etappensieg gab es bei der Tour du Poitou-Charentes 2016. Dazu holte er sich die Punktewertung.
Zur Saison 2017 wechselte er zu Cannondale Drapac. Van Asbroeck konnte sich mehrmals in der Saison in den Top 10 platzieren. Seine beste Platzierung war dabei ein dritter Etappenplatz auf der dritten Etappe der Vuelta a España 2017. Bei der Vuelta 2018 konnte er auf zwei Etappen in die Top 10 fahren. Ende der Saison 2018 verließ er das Team und wechselte zur Israel Cycling Academy. Im Jahr 2019 gewann er das belgische Eintagesrennen Binche–Chimay–Binche, ehe er 2020 erstmals die Tour de France bestritt, die er auf dem 98. Gesamtrang beendete. Bei Paris–Roubaix 2021 zeigte er mit dem achten Platz auf, bevor er im Jahr 2024 eine Etappe der Tour de La Provence gewann.

## Erfolge
2011
- Omloop Het Nieuwsblad U23

2012
- Beverbeek Classic
- Grote Prijs Stad Geel
- Weltmeisterschaft (U23) – Straßenrennen

2013
- Grote Prijs Jean-Pierre Monsére

2014
- Bergwertung Ruta del Sol
- Punktewertung Boucles de la Mayenne
- Cholet-Pays de Loire
- eine Etappe Tour de Wallonie
- Einzelwertung UCI Europe Tour

2016
- Bergwertung Arctic Race of Norway
- eine Etappe und Punktewertung Tour du Poitou Charentes

2019
- Binche–Chimay–Binche

2024
- eine Etappe Tour de La Provence

## Grand Tours-Platzierungen
| Grand Tour            | 2015 | 2016 | 2017 | 2018 | 2019 | 2020 |
| --------------------- | ---- | ---- | ---- | ---- | ---- | ---- |
| Giro d’ItaliaGiro     | –    | –    | –    | 133  | –    | –    |
| Tour de FranceTour    | –    | –    | –    | –    | –    | 98   |
| Vuelta a EspañaVuelta | 110  | –    | 133  | 87   | –    | –    |